# Phrynocephalus axillaris
Phrynocephalus axillaris är en ödleart som beskrevs av  Blanford 1875. Phrynocephalus axillaris ingår i släktet Phrynocephalus och familjen agamer. IUCN kategoriserar arten globalt som livskraftig. Inga underarter finns listade i Catalogue of Life.